# Вучари Доње и Горње Полаче
Вучари Доње и Горње Полаче је југословенски телевизијски филм из 1978. Режирао га је Здравко Шотра, према дјелу писца Јована Радуловића.
Сниман је у селу Полача код Книна, у којем се и одвија радња филма. То је прича о сукобу мјештана Доње и Горње Полаче, односно њиховој конкуренцији у вучарењу, што доводи до трагичног краја.
Вучари су приказани на фестивалу у Порторожу. Дјело је добило већински позитивне критике.
Тадашњи предсједник општине Книн је слао писма у којима критикује одређене аспекте и приказ филма, што су демантовали главни уредник ТВ Београд и сам аутор Јован Радуловић.

## Улоге
| Глумац            | Улога    |
| ----------------- | -------- |
| Борис Дворник     | Марко    |
| Столе Аранђеловић | Шпиро    |
| Боро Беговић      | Крсте    |
| Драгомир Фелба    | Вајна    |
| Марија Кон        |          |
| Драгомир Бојанић  | општинар |
| Љубомир Ћипранић  |          |
| Драгомир Чумић    | Лука     |
| Божидар Павићевић |          |
| Радмила Плећаш    |          |
| Милан Штрљић      | Мали     |
| Ивица Видовић     | Мицур    |